# 铁原郡 (朝鲜)
铁原郡（：／ Chŏrwŏn gun */?）是朝鲜民主主义人民共和国江原道的郡。它某些部分与大韩民国鐵原郡曾经是一个郡，其他部分于1956年地方政府重组周边县市编入。在最初，全郡位于分界线北方一侧，朝鲜战争后部分划入南方。
该县的地形是北部山区，但渐渐地多层次向南。马息岭山脉通过，最高点大王德山。主要河流有臨津江。大约54%的面积是林地。
当地的主要产业是农业。该地是朝鲜水稻的主要生产地。额外的作物包括玉米、大豆、小麦和大麦。其他产业包括采矿业、养蚕、果树。矿藏有大量煤炭、铁矿石、磁铁矿和锰。很少有制造业。
全郡没有连接到全国铁路网，但有公路。京元线短暂经过该郡境内，但没有设站，且该段铁路已经被废止。